# Lista pasajelor din București
Lista pasajelor din București prezintă pasajele rutiere sau pietonale, care sunt subterane și supraterane din București, România.

## Pasaje rutiere subterane
- Pasajul Mărășești (1987)[1]
- Pasajul Victoriei (1987)[2]
- Pasajul Unirii (1987)[3]
- Pasajul Lujerului (1987)
- Pasajul Bucur-Obor (1979)
- Pasajul Muncii (1985)
- Pasajul Băneasa (2009)[4][5]
- Pasajul Piața Presei Libere (2016)
- Pasajul Piața Sudului (deschis parțial în aprilie 2017[6] și inaugurat în iulie 2017[7])

## Pasaje rutiere supraterane
- Podul Grant
- Pasajul Basarab[8] (dat în folosință la 17 iunie 2011)[9]
- Pasajul Pipera (dat în folosință la 30 aprilie 2012) [10]
- Străpungere Doamna Ghica - Chișinău - leagă Colentina de Pantelimon (dat în folosință la 3 decembrie 2012)[11][12][13]
- Pasajul Mihai Bravu (dat în folosință la 28 octombrie 2014 [14])
- Pasajul Ciurel (deschis pe 19 septembrie 2020)[15]
- Pasajul Nicolae Grigorescu – Splai Dudescu (deschis pe 11 iulie 2020)[16]
- Pasajul Ikea Theodor Pallady (deschis pe 27 aprilie 2023)
- Pasajul Theodor Pallady A2 (deschis pe 23 iunie 2023)
- Pasajul Doamna Ghica (deschis pe 7 septembrie 2023)[17]
- Pasajul „Europa Unită” (deschis pe 5 decembrie 2023)[18]

## Pasaje pietonale
- Pasajul Calea Moșilor-Obor
- Pasajul Comedia
- Pasajul Băneasa
- Pasajul Englez
- Pasajul Latin - Lipscani
- Pasajul Macca-Villacrosse
- Pasajul Majestic
- Pasajul Piața presei
- Pasajul Român
- Pasajul Universității
- Pasajul Victoria
- Pasajul Piața Sudului
- Pasajul Popești Leordeni (lângă Stația de Metrou Berceni)